# Eduard Gaston Pöttickh von Pettenegg
Eduard Karl Borromäus Gaston Graf Pöttickh und Freiherr zu Pettenegg (* 13. Juni 1847 auf Schloss Pepensfeld/Laibach; † 1. Oktober 1918 in Friesach) war Ritter des Deutschen Ordens und Priester.

## Leben
Der einzige Sohn des Freiherrn von Pöttickh und seiner Gemahlin Maria de Traus de Wardin siedelte bereits als Kind mit seinen Eltern nach Wien über, wo er das Gymnasium Theresianum besuchte. Hier studierte er auch an der Universität und schloss seine Studien mit einem Dr. jur. can., Dr. phil. und Dr. theol. ab.
Nach einigen Jahren im Staatsdienst Österreichs, ließ er sich 1871 als Ehrenritter in den Deutschen Orden aufnehmen. Seine Liebe zu diesem Orden bewog ihn dann zu einem gänzlichen Ordenseintritt, so dass er 1874 die einfachen Gelübde ablegte und am 27. Januar 1877 feierlich zum Ritter geschlagen wurde.
Der junge Ordensritter gewann rasch das Vertrauen des Hochmeisters, der seine enormen Fähigkeiten erkannte, ihm den Rang eines Ratsgebietigen und die Leitung der Ordenskanzlei übertrug. Mit Eifer sich seinen Aufgaben widmend, wandte er seine besondere Fürsorge den neuerrichteten Deutschordensschwestern zu, deren Bedeutung für den Gesamtorden er schnell erkannte und würdigte.
Im Privaten beschäftigte sich Pettenegg mit Wappenkunde und Erforschung der Adelsgeschichte, wie überhaupt mit Geschichte und Urkundenforschung. Schnell gewann er auch hierin den Ruf eines bedeutenden Fachmanns.
Stark bestrebt die Kräfte des Ordens auf das geistliche Feld zu konzentrieren, geriet er zunehmend in den Gegensatz zu seinen ritterlichen Mitbrüdern, weshalb er 1897 die Ämter als  Ratsgebietiger und Ordenskanzler aufgab.
Kaiser Franz Josef verlieh Pettenegg 1892 den Titel Exzellenz und ernannte ihn zum K. u. K. wirklichen Geheimrat, zugleich fungierte er ab 1875 auch als Ahnenproben-Eximinator im Oberkämmereramt. Ab 1870 war er Mitglied (Nr. 76) der Heraldisch-Genealogische Gesellschaft „Adler“ in Wien.
Am 29. Juni 1903 zum Priester geweiht, ernannte ihn Papst Pius X. zum Titularerzbischof von Tamiathis, doch empfing Pettenegg trotz dieser Ernennung niemals die Bischofsweihe. 

## Werke
- Die Urkunden des Deutsch-Ordens-Centralchives zu Wien. In Regestenform herausgegeben. Band 1 (1170–1809), (F. Tempsky) Prag / (G. Freytag) Leipzig 1887. Digitalisat